# ウーシマー・ハメ州
ウーシマー・ハメ州、ウーシマー及びハメ州（ウーシマー・ハメしゅう、ウーシマーおよびハメしゅう、フィンランド語: Uudenmaan ja Hämeen lääni、スウェーデン語: Nylands och Tavastehus län）は、かつて存在したフィンランドの州。1634年から1831年まで存在した。フィンランドの最初期の州である。スウェーデン統治時代は、スウェーデン語でニューランド・タヴァステフス県、ニューランド及びタヴァステフス県という名前だった。
1634年にスウェーデン統治下のフィンランドでスウェーデンの県、ニューランド・タヴァステフス県として成立された。その後、1809年まで、スウェーデンの県として存続した。
1775年には、県の北部（後の中央スオミ州の州域と同じ地域）が新設されるヴァーサ県に移管された。また、同年には、伝統的にサタクンタと呼ばれる地域がオーボ・ビョルネボリ県からニューランド・タヴァステフス県に移管されている。更には、上ホッラが新設されるキュメネゴルド県に移管されている。
1809年に、フィンランドはスウェーデン統治から離れ、ロシア帝国に割譲される。そしてロシア帝国の保護国であるフィンランド大公国が成立する。フィンランド大公国成立後も、ウーシマー・ハメ州として存続する。1831年に南部がウーシマー州、北部がハメ州に分割され、消滅した。その後ウーシマー州、ハメ州共に1997年まで存続したが、両州共に合併で消滅。合併した州も、2010年1月1日に他州と共に廃止され、フィンランドの州の歴史は幕を閉じた。

## 州域の変遷

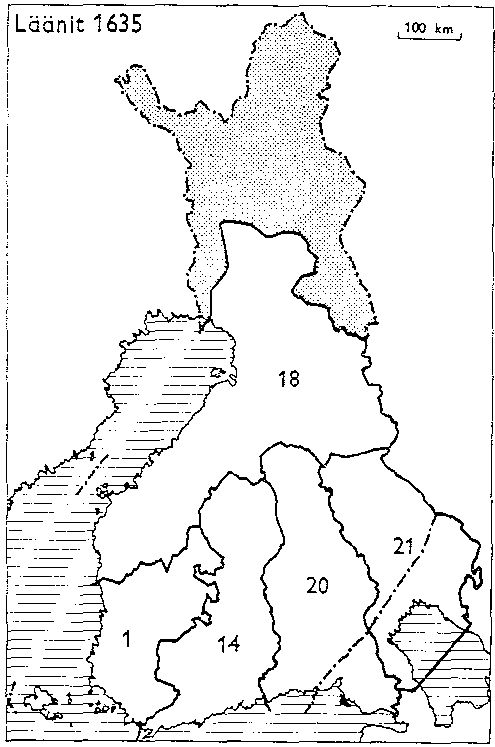
1635年のフィンランドの州 (県): 1: トゥルク・ポリ州, 14: ウーシマー・ハメ州, 18: ポフヤンマー州, 20: ヴィープリ・サヴォンリンナ州, 21: カキサルミ州

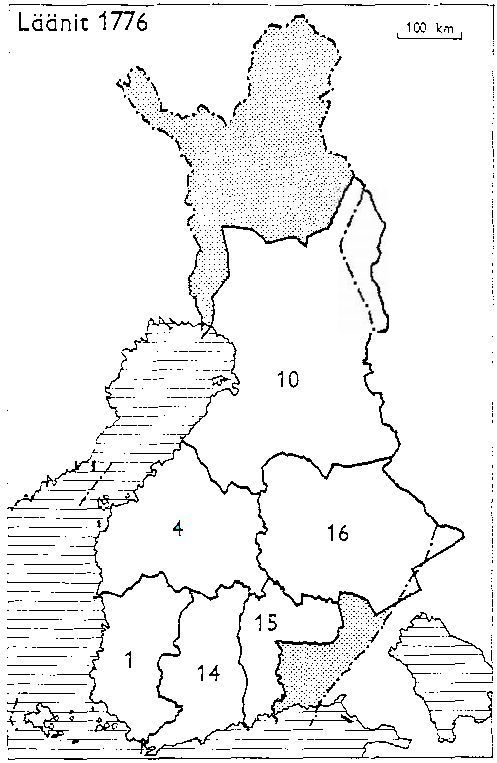
1776年のフィンランドの州 (県): 1: トゥルク・ポリ州, 4: ヴァーサ州, 10: オウル州, 14: ウーシマー・ハメ州, 15: キュメンカルタノ州, 16: サヴォ・カルヤラ州

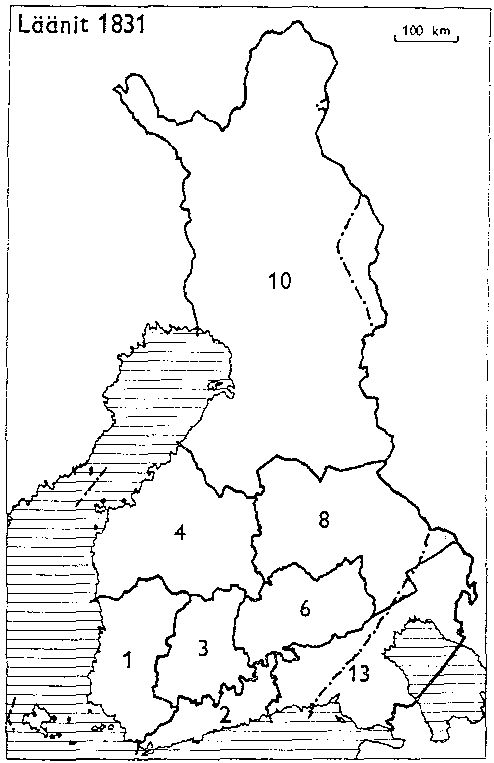
1831年のフィンランドの州: 1: トゥルク・ポリ州, 2: ウーシマー州, 3: ハメ州, 4: ヴァーサ州, 6: ミッケリ州, 8: クオピオ州, 10: オウル州, 13: ヴィープリ州

|  |  |  |

## 歴代知事
- Arvid Göransson Horn af Kanckas 1634–1648
- Erik Andersson Oxe 1648–1652
- Ernst Johan Greutz 1652–1666
- Udde Knutsson Ödell 1666–1668
- Axel Eriksson Stålarm 1668–1678
- Axel Rosenhane 1678–1685
- Jonas Klingstedt 1685–1687
- Karl Bonde 1687–1695
- Mårten Lindhielm 1695–1696
- Abraham Cronhjort 1696–1703
- Johan Creutz 1703–1719
- Per Stierncrantz 1719–1737
- Axel Erik Gyllenstierna af Lundholm 1737–1746
- Gustaf Samuel Gylleborg 1746–1756
- Anders Johan Nordenskjöld 1756–1761
- Hans Erik Boije af Gennäs 1761–1772
- Carl Ribbing af Koberg 1773
- Anders Henrik Ramsay 1774–1776
- Anders de Bruce 1777–1786
- Carl Gustaf Armfelt 1787–1788
- Johan Henrik Munck 1790–1809
- Gustaf Fredrik Stiernwall 1810–1815
- Gustaf Hjärne 1816–1828
- Carl Klick 1828–1831